# Горностаи в Новой Зеландии

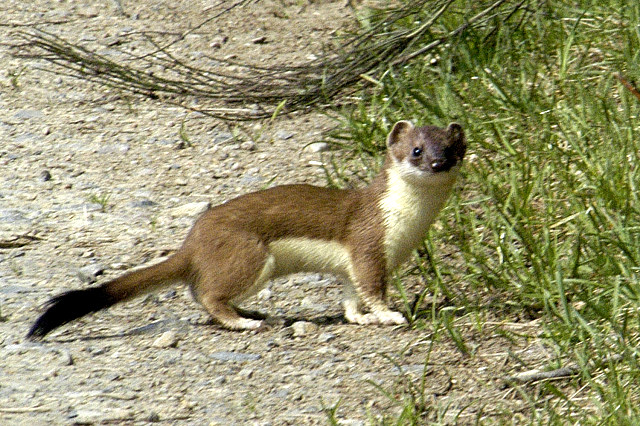
Горностай в своем естественном ареале (в данном случае — Арденны в Бельгии).

Горностаи (Mustela erminea) были интродуцированы в Новую Зеландию для контроля популяции завезенных кроликов и зайцев, но теперь представляют серьезную угрозу для аборигенных видов птиц. Естественный ареал горностая ограничивается Северным полушарием. Непосредственно перед заселением, в Новой Зеландии не было никаких наземных млекопитающих, кроме летучих мышей, но полинезийские и европейские поселенцы ввезли множество разнообразных животных.

## Интродукция горностаев
Кролик был завезен европейскими поселенцами в качестве дичи и домашнего животного, и уже к 1870-м годам стал серьезной угрозой для местного сельского хозяйства. Фермеры начали требовать заселения куньих (в том числе горностаев), чтобы контролировать распространение чумы среди кроликов. Предупреждения о том, что интродукция горностаев нанесет вред местным популяциям птиц, выносились учеными Новой Зеландии и Великобритании, в том числе новозеландским орнитологом Уолтером Буллером, но были проигнорированы. Горностаев начали ввозить из Великобритании в 1880 году. В течение шести лет начало отмечаться резкое сокращение популяций птиц.
В декабре 2010 года горностай был замечен на острове Капити, где ранее не наблюдался, а к августу следующего года Департаменту охраны природы Новой Зеландии удалось убить троих.

## Угроза жизни птиц
Новая Зеландия имеет высокую долю гнездящихся на земле и нелетающих птиц, что обусловлено долгой географической изоляцией и отсутствием млекопитающих хищников. Птицы в ходе эволюции заполнили ниши, которые в большинстве других мест обитания заняты млекопитающими. Горностаи представляют наибольшую угрозу для норных и гнездящихся на земле видов, так как те не приспособлены избегать и обороняться от подобного вида хищничества. Помимо птиц, горностаи питаются насекомыми, мышами и крысами. Отмечена зависимость популяции хищников от плодовитости южного бука (виды рода Nothofagus). В так называемый период «beech mast» наблюдается скачкообразный рост популяции грызунов и насекомых вследствие увеличения кормовой базы, что способствует активному размножению горностаев. Чрезмерно размножившиеся горностаи уменьшают численность грызунов и начинают охотиться на птиц. Например, дикая популяция такахе, находящихся под угрозой исчезновения, сократилась на треть в период между 2006 и 2007 годами. В районах, где численность хищников не ограничивалась ловушками, чума горностаев 2005—2006 уничтожила больше половины такахе.

## Меры контроля

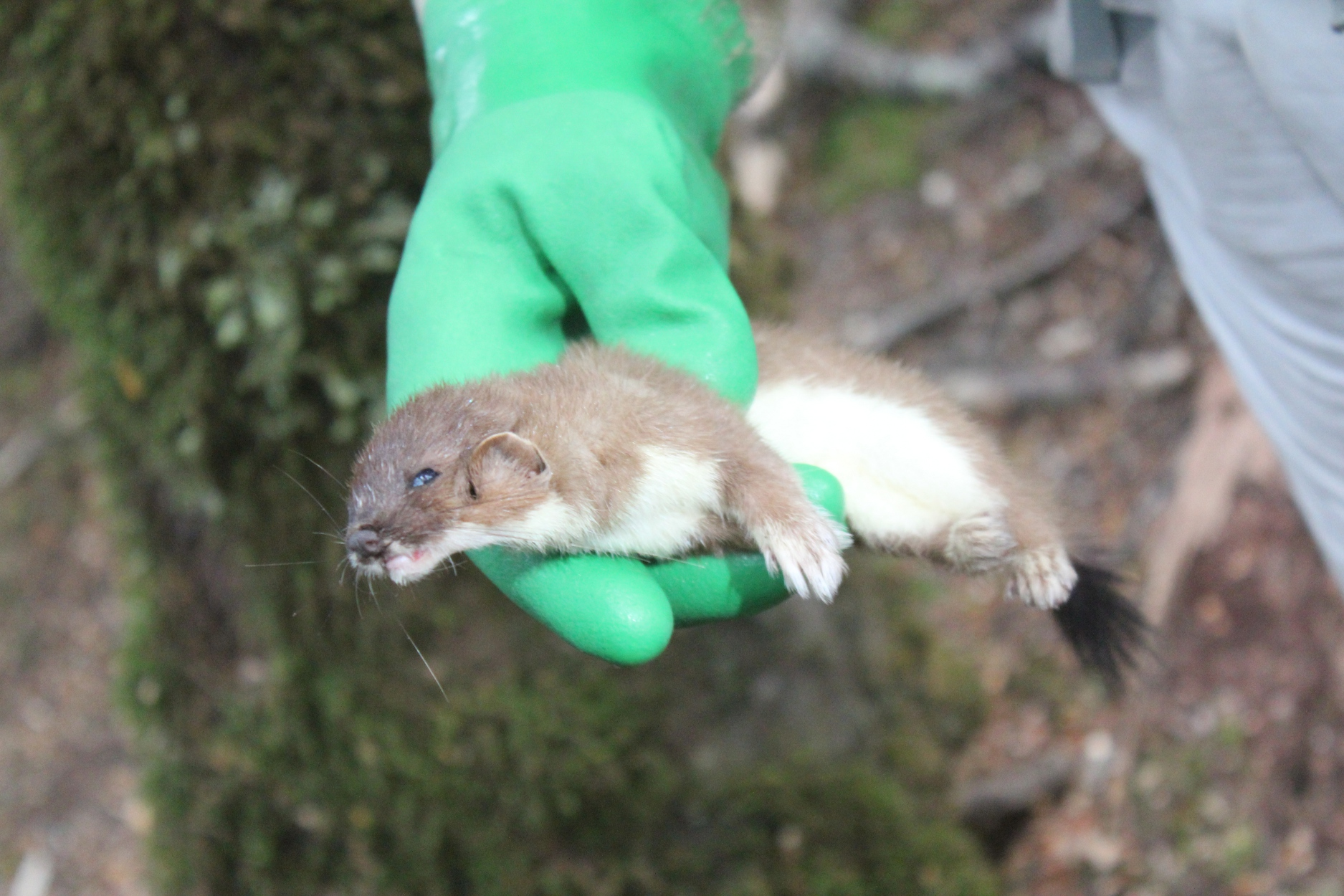
Мертвый горностай извлечен из ловушки в Фьордленде

Численность горностаев сложно контролировать, поскольку они с осторожностью относятся к приманкам, избегают ловушек и имеют высокую плодовитость. В регионах, где есть популяции находящихся под угрозой птиц, программа отлова уже реализована. Наиболее часто применяются тоннельные ловушки в виде деревянного ящика с маленьким входом, позволяющим проникнуть внутрь. Расположенная там ловушка убивает горностая. В качестве приманки обычно используют яйцо.

## Законодательство
Хотя горностаи и были признаны потенциальными вредителями, до ввоза в Новую Зеландию они находились под защитой до 1936 года. Сейчас же выносятся строгие взыскания за интродукцию горностаев в природоохранных зонах как средство защиты и сохранения биоразнообразия.